# Georg Krog
Georg Philip Herzberg Krog (ur. 2 lipca 1915 w Bergen, zm. 3 sierpnia 1991 w Drammen) – norweski łyżwiarz szybki, srebrny medalista olimpijski.

## Kariera
Największy sukces w karierze Georg Krog osiągnął w 1936 roku, kiedy podczas igrzysk olimpijskich w Garmisch-Partenkirchen zdobył srebrny medal w biegu na 500 m. W zawodach tych wyprzedził go jedynie jego rodak Ivar Ballangrud, a trzecie miejsce zajął Amerykanin Leo Freisinger. Był to jedyny start olimpijski Kroga. Czterokrotnie startował na mistrzostwach świata w wieloboju, lecz ani razu nie zakwalifikował się do finału. Zajął jednak siódme miejsce podczas mistrzostw Europy w Davos w 1937 roku. W latach 1936 i 1937 był mistrzem Norwegii na dystansie 500 m.
Po zakończeniu kariery w 1948 roku był prezydentem Norweskiego Związku Łyżwiarskiego (NSB) w latach 1961-1965. Z zawodu był prawnikiem.